# Tylana rudis
Tylana rudis är en insektsart som beskrevs av William Lucas Distant 1909. Tylana rudis ingår i släktet Tylana och familjen sköldstritar. Inga underarter finns listade i Catalogue of Life.